# Cargo (film, 2009)
Pour les articles homonymes, voir Cargo (homonymie).
Pour plus de détails, voir Fiche technique et Distribution.
Cargo est un film de science-fiction suisse réalisé par Ivan Engler (de) et Ralph Etter sorti en 2009.

## Synopsis
Au XXIIIe siècle, la Terre est devenue inhabitable. Les hommes se sont réfugiés dans des stations spatiales en orbite autour de la Terre. Les stations sont surpeuplées et les épidémies se propagent rapidement. L'espoir de la population se porte sur Rhea, une planète colonisée située à plusieurs années de trajets. La docteur Laura Portmann communique régulièrement avec sa sœur qui est déjà sur Rhea, elle aimerait la rejoindre, mais manque d'argent. Elle s'engage donc dans une mission de huit ans qui lui permettra de gagner la somme nécessaire.
Cette mission consiste à accompagner un vaisseau spatial de fret vers la station 42, située à quatre années de la Terre. Le but étant de construire un hub de transport à mi-chemin vers Proxima qui recèlerait des planètes habitables. L'équipage est constitué de sept autres membres : le capitaine Pierre Lacroix, son second Anna Lindbergh, Miyuki Yoshida l'administratrice système, Vespucci, Prokoff, et le lieutenant Samuel Decker agent de sécurité. Les agents de sécurité sont devenus obligatoires pour ce type de vol en réponse aux récentes attaques terroristes.
Le voyage débute, chaque passager fait un tour de garde de plusieurs mois, pendant que les autres sont plongées en biostase. Laura obtient la dernière garde. Pendant son tour, elle remarque des bruits suspects. Elle descend jusqu'à la soute et aperçoit un mouvement. En remontant, elle croise Samuel, qui n'est plus en biostase. Il explique avoir été réveillé automatiquement, parce que la soute a été ouverte. Laura suit la procédure prévue pour les circonstances exceptionnelles : réveiller le capitaine Lacroix. Ils vont tous les trois inspecter la soute, et le capitaine fait une chute mortelle au cours de l'opération.
Tous les membres de l'équipage sont sortis de biostase. Laura réalise l’autopsie du capitaine. Elle remarque qu'il possède un œil artificiel et regarde la vidéo enregistrée juste avant la chute : le capitaine avait découvert un container ouvert. Elle se rend au container et découvre à l'intérieur des millions de caissons contenant des personnes inconscientes. À plusieurs ils ramènent un caisson contenant une petite fille.
La fillette est passée au scanner qui révèle qu'elle possède un tissu inorganique incrusté dans son corps avec une sortie au niveau du cou, ce tissu donne accès au système nerveux. Laura envoie un message à sa sœur, la réponse est obtenue vingt minutes plus tard, alors qu'habituellement plusieurs années sont nécessaires pour que les messages transitent. Elle comprend alors que le vaisseau est en route vers Rhea plutôt que vers la station 42.
Laura se met à enquêter et découvre que la colonisation de Rhea a été un échec, et que toutes les personnes qui se trouvent là-bas sont en fait plongées dans une réalité virtuelle sans le savoir. Samuel s'avère être un terroriste qui souhaite montrer que Rhea est un mirage, et que malgré les pluies acides, la Terre est à nouveau habitable. Anna était la seule à travailler pour la véritable mission : ajouter des personnes à la simulation de Rhea. Elle explique que la colonisation de Rhea était un espoir qui ne pouvait être déçu, ce qui a poussé l'entreprise de transport à concevoir cette réalité virtuelle.
Laura est alors acquise à la cause de Samuel. Elle s'insère dans la simulation pour envoyer un message aux humains expliquant la nature de Rhea, puis repart vers la Terre. Samuel détruit la plateforme spatiale de simulation virtuelle en orbite autour de la planète Rhea.

## Fiche technique
- Réalisateurs : Ivan Engler et Ralph Etter
- Scénario : Arnold Bucher - Ivan Engler - Patrick Steinmann - Johnny Hartmann - Thilo Roscheisen
- Producteur : Marcel Wolfisberg
- Directeur de la photographie : Ralphn Baetschmann
- Musique : Fredrik Stromberg
- Effets spéciaux : Elefant Studios
- Durée : 108 minutes
- Pays de production : Suisse
- Editeur et Distributeur : Seven 7

## Distribution
- Anna Katharina Schwabroh : Laura Portmann
- Martin Rapold (VF : Laurent Mantel) : Samuel Decker
- Michael Finger : Claudio Vespucci
- Claude-Oliver Rudolph : Igor Prokoff
- Yangzom Brauen : Miyuki Yoshida
- Pierre Semmler : Pierre Lacroix
- Regula Grauwiller : Anna Lindbergh
- Gilles Tschudi : Klaus Bruckner
- Maria Boettner : Arianne Portmann
- Noa Strupler : la petite fille

## Distinctions
- Sélection officielle du 17e Festival de Gérardmer (2010)
- Sélection officielle du San Francisco International Film Festival (2010)
- Sélection officielle du AFI Fest (2010)
- Sélection officielle du Sao Paulo International Film Festival (2010)
- Sélection officielle du SXSW Film Festival (2010)
- Nommé dans la catégorie "Best Film" des Swiss Film Award (2010)